# Les Caramels fous
Les Caramels fous est une troupe de comédie musicale composée d'une trentaine de garçons entraînés par des professionnels (chorégraphe, metteur en scène, musiciens…).

## Créations
- 1984 : Pas de Banane pour Lady Jane
- 1988 : La Chose pourpre du Caire au Théâtre Libertaire de Paris
- 1990 : La dernière tentation d’Ulysse au Théâtre Libertaire de Paris
- 1991 : Les Aventures de l’archevêque perdu au Théâtre Libertaire de Paris
- 1993 : Il était une fois Tatahouine au Théâtre Libertaire de Paris
- 1995 : Mamma Rosa au Théâtre Libertaire de Paris
- 1998 : Un zeste of Caramels fous à l’Olympia
- 1999 : La Bête au bois dormant au théâtre le Trianon
- 2001 : La vie rêvée de Solange au théâtre le Trianon
- 2002 : La revue qui va faire mâle au théâtre le Trianon
- 2005 : Les Dindes galantes au théâtre le Trianon[2]
- 2009 : Madame Mouchabeurre au théâtre le Trianon
- 2012 : Pas de gondoles pour Denise au théâtre du Gymnase Marie-Bell[3]
- 2015 : Il était une fois complètement à l'Ouest au théâtre du Gymnase Marie-Bell[4],[5],[6]
- 2018 : Le cirque pleins d'airs au théâtre Le 13ème art[7]
- 2022 : Quand on parle du loup... au théâtre Le Grand Point-Virgule